# Vinum Sabbati
Vinum Sabbati o El polvo blanco es un relato del género del horror escrito por Arthur Machen y publicado en 1895 como parte del libro Los tres impostores.

## Ubicación del relato
"El polvo blanco" es un episodio que se encuentra dentro del capítulo VI, El recluso de Bayswater, del libro Los tres impostores. Su estructura, autónoma aunque interrelacionada con la trama general del libro, permitió que fuera publicado en varias antologías del género de terror como una obra en sí misma.

## Sinopsis
Francis Leicester regresa a vivir a la casa familiar junto a su hermana Helen, luego de finalizados sus estudios universitarios. Francis decide profundizar sus conocimientos, concentrándose en la lectura y el estudio, sin permitirse distracciones o descanso. Esta situación produce la preocupación de su hermana, que teme por su salud. La señorita Leicester consulta al Dr. Haberden, quien luego de entrevistar a Francis prescribe una medicina y resta importancia al tema. Esta medicina —el polvo blanco del título—, produce una aparente mejoría, que es en realidad una alteración completa de la personalidad, y los hábitos cotidianos de Francis. Los cambios de conducta, que inicialmente aparecen como censurables en el plano moral, son el indicio de una metamorfosis que involucrará todo el ser de Francis.

## Personajes
- Señorita Leicester: Hija del difunto mayor general Wyn Leicester, y hermana de Francis Leicester.
- Francis Leicester: Hermano de la señorita Leicester, decide dejar su carrera en la universidad para retirarse al estudio de las leyes en casa de su hermana.
- Dr. Haberden: Viejo doctor de la familia, llamado por la señorita Leicester después de que su hermano presenta señales de enfermedad por su riguroso estudio.
- Sayce: Boticario conocido por Francis, dueño de una vieja farmacia local, le suministra la medicina recetada por el Dr. Haberden.
- Dr. Chambers: Químico colega del Dr. Haberden, contactado para realizar un análisis de la medicina que estuvo ingiriendo Francis Leicester.